# Alec Poole
Alexender « Alec » Poole, né le 21 mai 1943 à Dublin, est un pilote automobile irlandais essentiellement sur circuits à bord de voitures de tourisme.

## Biographie
Sa carrière en course s'étale entre 1965 et 1979. Dès 1966, il obtient une troisième place notable lors des 500 miles de Brands Hatch avec Roger Enever, sur MG MGB.
Seul Irlandais lauréat, il remporte le Championnat britannique des voitures de tourisme en 1969 sur Mini Cooper S 970 de l'équipe Arden. Il gagne 7 des 12 épreuves proposées aux pilotes durant la saison, en classe A.
En 1970, il participe au Daily Mirror London-Mexico World Cup Rally avec Roger Clark, sur Ford Escort Twin Cam.
Il dispute à deux reprises les 24 Heures du Mans, en 1968 et 1976, obtenant à sa première apparition une 15e place encore avec Enever, sur Austin Healey "Sprite"-BMC. Toujours en 1976, il est troisième du Grand Prix de Brno Sport, sur Ford Escort en ETCC.
En 1979, il est encore troisième en début de saison lors des 24 Heures de Daytona, sur Porsche 911 Carrera RSR, avec Diego Febles (de) le propriétaire de celle-ci (puis les deux hommes sont aussi 13e des 12 Heures de Sebring, un mois et demi plus tard).